# Una donna da scoprire
Una donna da scoprire è un film drammatico del 1986, diretto da Riccardo Sesani.

## Trama
Donna, una bella ragazza attrazione in una discoteca riminese, s’innamora del fotografo locale Marco. L’impresario della ragazza, che ne è anche l’amante, incarica i suoi tirapiedi di picchiare duramente il giovane rivale; per giunta, questi ha anche una relazione con la più matura Milena. Le due donne si scontrano apertamente, ma per Donna è in agguato un tragico destino: l’ex amante l’uccide proprio quando per lei si stanno aprendo le porte del successo.